# Kraengia
Kraengia is een geslacht van rechtvleugeligen uit de familie doornsprinkhanen (Tetrigidae). De wetenschappelijke naam van dit geslacht is voor het eerst geldig gepubliceerd in 1909 door Bolívar.

## Soorten
Het geslacht Kraengia  is monotypisch en omvat slechts de volgende soort:
- Kraengia apicalis (Bolívar, 1909)